# یاری لیتمانن
یاری اولاوی لیتمانن (فنلاندی: Jari Olavi Litmanen؛ زادهٔ ۲۰ فوریهٔ ۱۹۷۱ در لاختی) بازیکن سابق فوتبال اهل فنلاند است.
لیتمانن به‌طور گسترده به‌عنوان بزرگترین بازیکن تاریخ فوتبال فنلاند شناخته می‌شود.
درخشان‌ترین دوران وی، در دههٔ ۱۹۹۰ در تیم آژاکس رقم خورد.
او در لیگ قهرمانان اروپا ۹۶–۱۹۹۵ با ۹ گل زده به مقام آقای گلی نیز دست یافت.

## تیم ملی فنلاند
لیتمانن ۱۳۷ بازی ملی برای تیم ملی فوتبال فنلاند به انجام رسانده است و ۳۲ گل ملی به ثمر رسانده است.
او برترین گلزن تاریخ تیم ملی فنلاند می‌باشد. وی همچنین بیشترین تعداد بازی ملی را برای تیم ملی فنلاند انجام داده است.